# Євразійський медіафорум
Євразійський медіафорум (ЄАМФ) — щорічний казахстанський захід у сфері засобів масової інформації, що проводиться в Алма-Аті або Астані. Щороку кількість учасників перевищує 500 осіб, які приїжджають із понад 60 країн. Основна аудиторія форуму – представники засобів масової інформації, політики, бізнесмени.
Ключова місія форуму – формування атмосфери довіри між країнами та континентами, збереження міжнаціонального миру та злагоди.

## Історія
9 жовтня 1992 року на Семінарі зі сприяння розвитку незалежних та плюралістичних засобів інформації в Азії під патронажем ООН та ЮНЕСКО було прийнято Алма-Атинську декларацію про сприяння розвитку незалежних та плюралістичних засобів інформації в Азії. У декларації зазначено важливість свободи слова, незалежності та безпеки журналістів.
У червні 2001 року, на Всесвітньому конгресі з інформаційного співробітництва «Інформація: виклик XXI століття», що проходить у Москві, Дарига Назарбаєва — голова ради директорів казахстанського агентства «Хабар» — запропонувала заснувати постійно діючий Євразійський медіафорум. Вона зауважила, що його учасники могли б обговорити проблеми створення євразійського інформаційного простору, взаємини держави та засобів масової інформації, а також етичні норми журналістики. Перший медіафорум було запропоновано провести у квітні наступного року у столиці Казахстану - Астані.
У квітні 2002 року у Алма-Аті відкрився перший Євразійський медіафорум. З вітальним словом до учасників звернувся президент Казахстану Нурсултан Назарбаєв. Також у роботі форуму прийняв відомий письменник Чингіз Айтматов.
На другий форум, що пройшов у 2003 році, в Алма-Ату не приїхали два відомі західні журналісти Ейдон Уайт, генеральний секретар Міжнародної федерації журналістів, і Тім Себастьян через те, що казахстанський журналіст Сергій Дуванов перебуває у в'язниці. За словами Дариги Назарбаєвої, голови оргкомітету, ця позиція є помилковою, оскільки Медіафорум - це неурядова організація, і до скандалу відношення не має, і було б правильніше приїхати і взяти участь у дискусії з цієї теми.
Десятий медіафорум мав пройти у 2011 році в Алма-Аті, проте він так і не відбувся. Потім було ухвалено рішення про перенесення форуму до Астани та були обрані дати проведення – 26-27 квітня 2012 року. Однак і цей план не було реалізовано – форум відбувся лише у жовтні місяці.
Тринадцятий медіафорум мав відбутися 2015 року в Астані, проте його не було проведено ні на початку року, ні наприкінці. XIII форум відбувся лише у 2016 році.
Ювілейний XV форум було вирішено знов провести в Алма-Аті.

## Критика форуму
Деякі казахстанські журналісти вважають, що порядок денний медіафоруму не дозволяє обговорювати внутрішні проблеми. До таких проблем належать затримання журналістів та закриття засобів масової інформації. У 2008 році, за твердженням низки журналістів, на форумі обговорювалися міжнародні питання, але не було жодного майданчика для обговорення проблем Центральної Азії.